# NGC 6586
NGC 6586 (другие обозначения — UGC 11164, MCG 4-43-16, ZWG 142.28, IRAS18114+2104, PGC 61600) — галактика в созвездии Геркулес.
Этот объект входит в число перечисленных в оригинальной редакции «Нового общего каталога».